# Bahnhofstraße 1, 1a, 2–4, 6–15 (Quedlinburg)

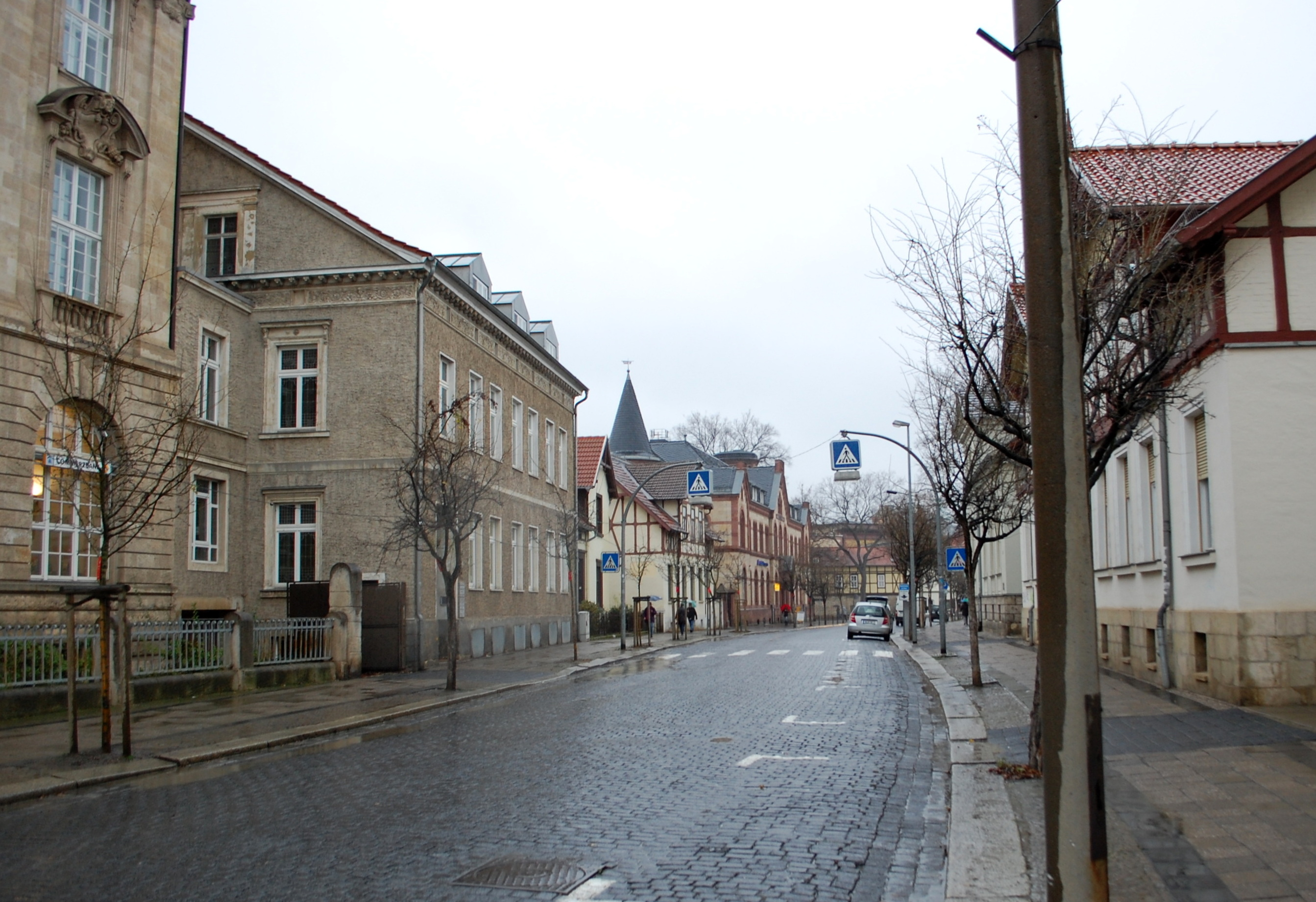
Bahnhofstraße

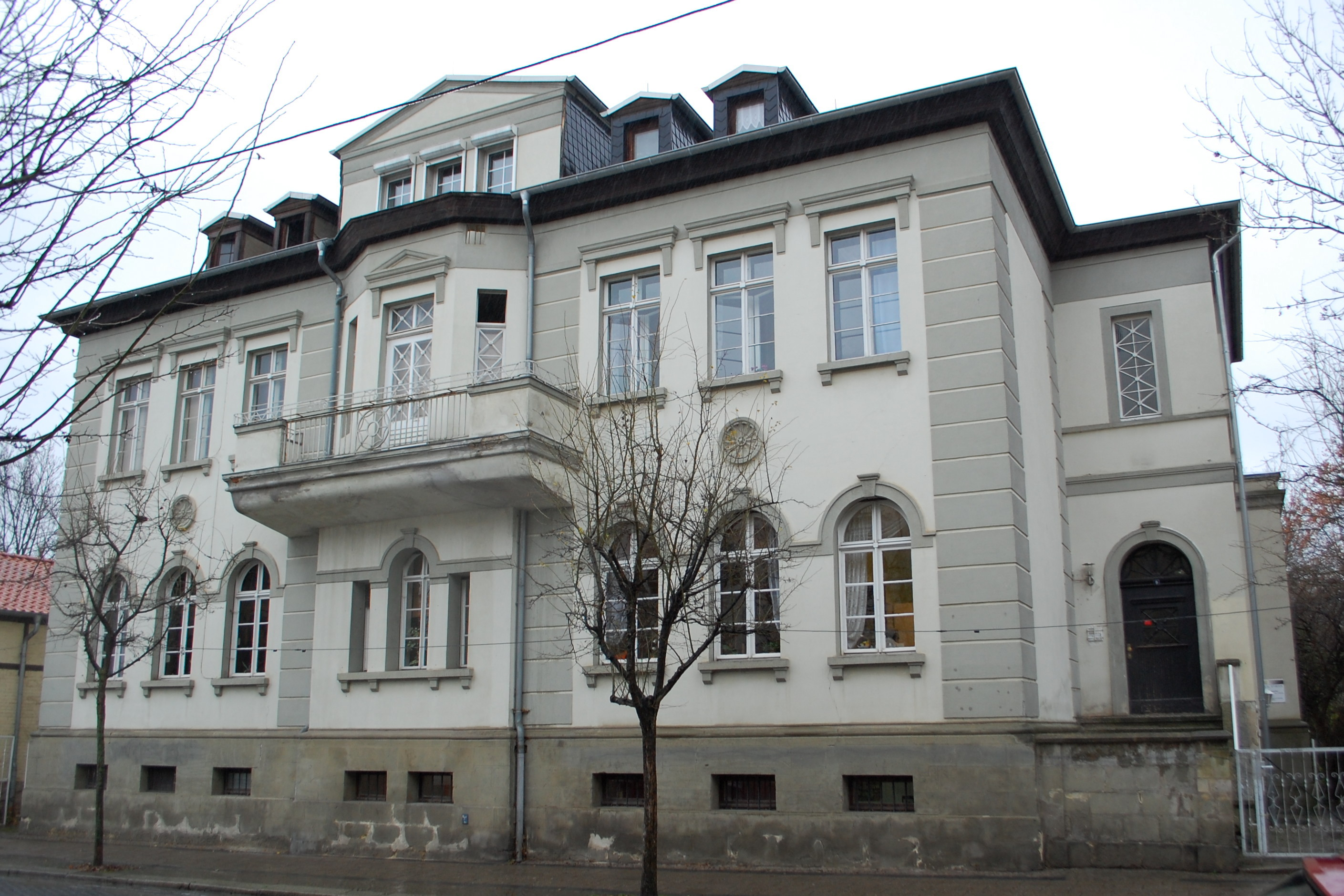
Bahnhofstraße 9

Bahnhofstraße 1, 1a, 2–4, 6–15 ist die im Quedlinburger Denkmalverzeichnis eingetragene Bezeichnung für einen denkmalgeschützten Straßenzug in Quedlinburg in Sachsen-Anhalt.

## Lage
Der Straßenzug liegt südlich der historischen Quedlinburger Innenstadt, entlang der Wegebeziehung zwischen Bahnhof Quedlinburg und Innenstadt.

## Anlage und Geschichte
Der Bereich der heutigen Bahnhofstraße wurde nach der Auflassung des Wallgebiets im Zuge der Aufgabe der alten Stadtbefestigung im Zeitraum 1820/1828 separiert und dann als Gartenland genutzt. In der zweiten Hälfte des 19. Jahrhunderts wurde durch das Gebiet die Verbindungsstraße zwischen Bahnhof und Altstadt angelegt. Man begann dann mit der Errichtung von Gebäuden entlang der Straße. Erster Bau war das Haus Bahnhofstraße 9. Im Bereich des denkmalgeschützten Straßenzuges befinden sich 14 Einzeldenkmäler. Neben der Bahnhofstraße 9 handelt es sich hierbei um die Gebäude Bahnhofstraße 1, 1a, 3, 4,  6, 7, 8, 10, 11, 13, 15 sowie den Pavillon Bahnhofstraße 12. 
Obwohl ebenfalls direkt an der Straße gelegen und gleichfalls denkmalgeschützt gehört das Haus Bahnhofstraße 5 nach der Benennung des Areals nicht zum denkmalgeschützten Straßenzug. Andererseits werden die nicht als Einzeldenkmäler geführten Häuser Bahnhofstraße 2, 12 und 14 mit umfasst.
Die Bebauung ist repräsentativ und besteht neben Villen und sonstigen Wohnhäusern auch aus Geschäftsgebäuden. Als Baustil der Gebäude finden Klassizismus, Gründerzeit und Jugendstil. Für das Gesamterscheinungsbild der Straße ist neben den Grundstückseinfriedungen und der Bepflanzung auch die Pflasterung von Bedeutung.